# Tempête Miguel
La Tempête Miguel est une tempête survenue le 5 juin 2019, pendant la saison des tempêtes hivernales en Europe de 2018-2019.

## Évolution

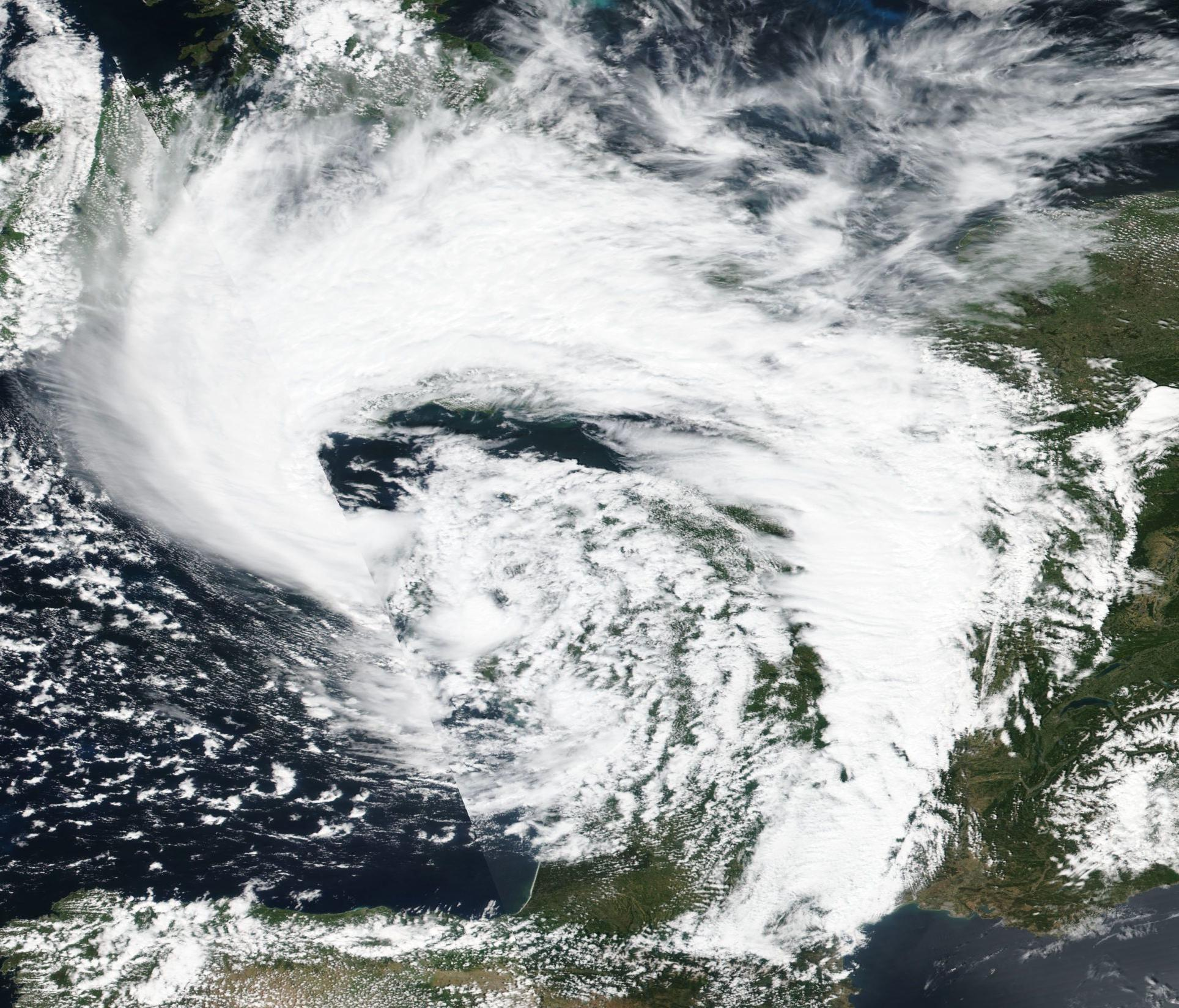
Miguel, le 7 juin.

Le mois de juin 2019 en France connaît de grands écarts de température. Une dépression se creuse au large de la Galice, se dirigeant vers le golfe de Gascogne, et les services météorologiques espagnols lui attribuent le nom « Miguel » le 5 juin. Elle arrive sur la France par la façade Atlantique et remonte vers les Hauts-de-France, puis atteint la Belgique. L'arrivée de la tempête est prédite à Paris pour le vendredi 7 juin.
Une pointe de rafales est enregistrée à 128,5 km/h,.
Huit, puis dix départements sont placés en vigilance orange.
Les experts jugent ce phénomène typique d'une tempête hivernale.

## Victimes

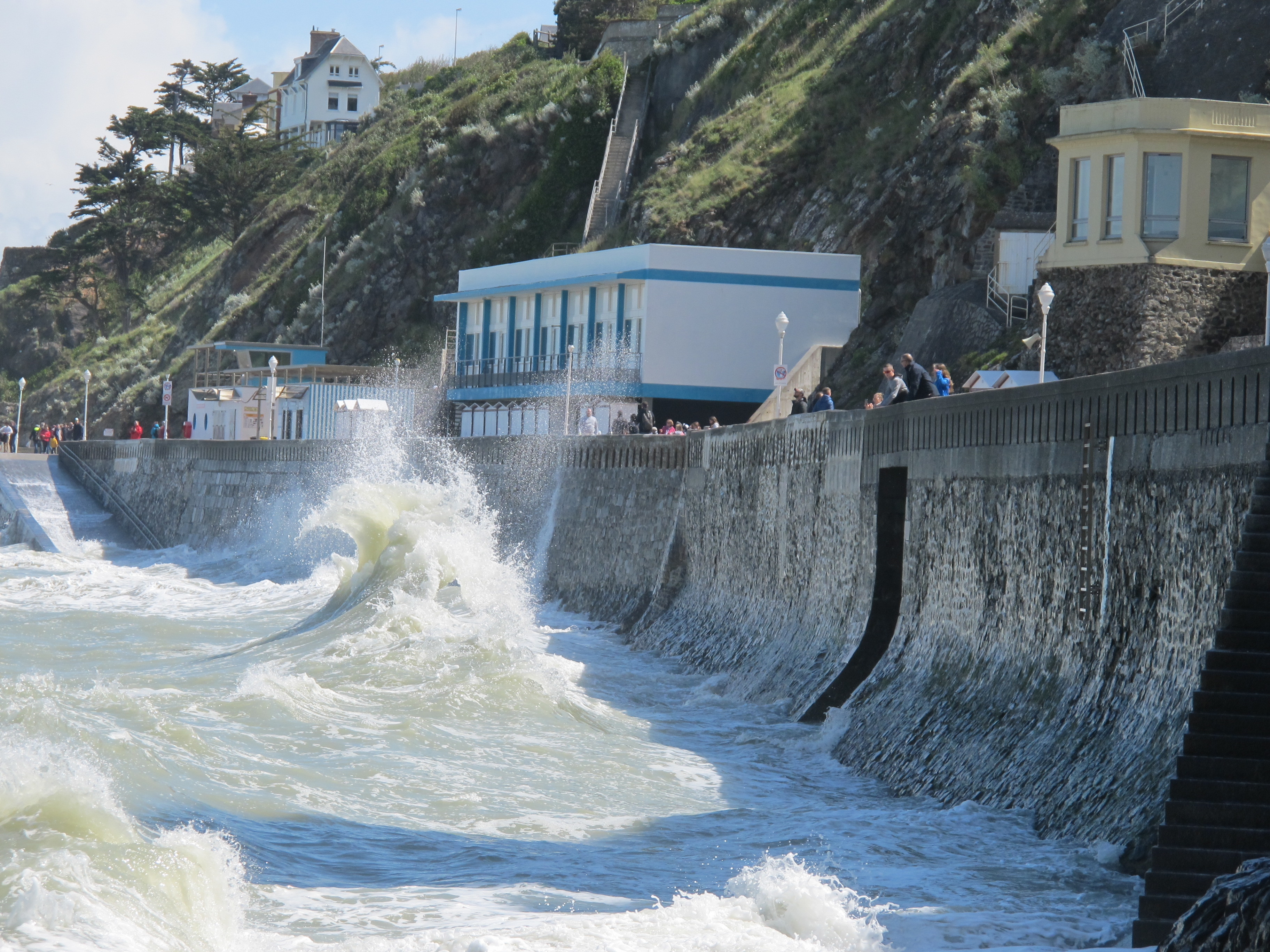
Vagues sur le Plat Gousset, Granville lors de la tempête Miguel.

Au large des Sables-d’Olonne, une embarcation avec à son bord un pêcheur disparu, demande du secours. Une vedette de la Société nationale de sauvetage en mer avec à son bord sept marins, se porte à sa rencontre, mais chavire. Trois des marins disparaissent alors que les quatre autres parviennent à rejoindre la terre ferme,. Le président de la République rendra hommage aux trois victimes en leur remettant la Légion d'Honneur. Le pêcheur n'est pas retrouvé.
À Paris, place Stalingrad, un arbre tombe sur un réverbère, qui à son tour s'écrase sur un passant, qui est gravement blessé. Il est transporté à l’hôpital en urgence absolue, avec un pronostic vital engagé.

## Dégâts matériels
Un peu partout en France, des arbres sont déracinés ou perdent des branches importantes,,,.
Des fils électriques et caténaires sont arrachés, occasionnant coupures d'electricité et arrêts des trains. Les pompiers procèdent à des centaines d'interventions.
Le toit de l'église Saint-Corneille-et-Saint-Cyprien de La Baconnière s'effondre,.